# Galaxiengruppe

Die Lokale Gruppe der Galaxien in der Nachbarschaft der Milchstraße.

Eine Galaxiengruppe ist eine kleinere Ansammlung von Galaxien mit weniger als 50 Mitgliedern in einem Volumen mit einem Durchmesser von bis zu 1,5 Mpc (ca. fünf Millionen Lichtjahren). Typische Werte für ihre Massen sind M ≈ 3 × 1013 M☉; die Geschwindigkeiten ihrer Mitglieder variieren um etwa 150 km/s.
Von Galaxienhaufen dagegen spricht man bei N ≥ 50 Mitgliedern, Durchmessern D ≥ 1,5 Mpc und Massen M ≥ 3 × 1014 M☉.

## Lokale Gruppe
Die Galaxiengruppe, deren Mitglied die Milchstraße ist, nennt man die Lokale Gruppe (engl. Local Group). Zu ihr gehören etwa 35 Galaxien, die innerhalb einer Entfernung von ≈ 1 Mpc zu unserer Galaxis liegen.
Die Milchstraße, Andromeda (M31) und der Dreiecksnebel (M33) sind die drei Spiralgalaxien der Lokalen Gruppe und ihre leuchtkräftigsten Mitglieder. Die Andromeda-Galaxie befindet sich in einer Entfernung von ca. 770 kpc von uns.
Das nächst-leuchtkräftigste Mitglied der Lokalen Gruppe ist die Große Magellansche Wolke (engl. Large Magellanic Cloud, LMC), die sich gemeinsam mit der Kleinen Magellanschen Wolke (engl. Small Magellanic Cloud, SMC) im Abstand von ≈ 50 kpc (bzw. ≈ 60 kpc für die SMC) um die Milchstraße bewegt. Beide sind somit Satellitengalaxien der Milchstraße und gehören wie ca. 11 weitere Mitglieder der Lokalen Gruppe zur Klasse der Irregulären Galaxien. Die anderen Mitglieder der Lokalen Gruppe sind Zwerggalaxien.

## Nahe Gruppen

Die Umgebung der Lokalen Gruppe bis etwa 20 Mio. Lj Entfernung. Die eingezeichnete Ebene ist die Äquatorebene der Erde, die beiden Pfeile geben die Richtung zum Zentrum des lokalen Superhaufens, dem Virgo-Galaxienhaufen, bzw. zum etwas kleineren Fornax-Galaxienhaufen an, die jeweils etwa 60 Mio. Lj entfernt sind.

Die wichtigsten Galaxiengruppen in der Nachbarschaft zur Lokalen Gruppe sind:
- Die Maffei-Gruppe, benannt nach dem Entdecker der beiden größten Galaxien dieser Gruppe. Diese Gruppe in einer Entfernung von 6 bis 12 Mio. Lichtjahre ist, von uns aus gesehen, fast komplett durch die Milchstraßenscheibe verdeckt. Obwohl es sich um die nächste Nachbargruppe handelt (sie wurde sogar noch vor einigen Jahren als Teil der Lokalen Gruppe angesehen), wurde sie erst spät im 20. Jahrhundert entdeckt. Die einzige hellere Galaxie dieser Gruppe, die nicht durch interstellare Extinktion extrem abgedunkelt erscheint, ist IC 342. Die Gruppe liegt in den Sternbildern Kassiopeia und Giraffe.
- Die Sculptor-Gruppe, benannt nach dem Sternbild Bildhauer, in dem die hellsten Mitglieder der Gruppe liegen. Diese Gruppe ist etwa 10 Mio. Lichtjahre entfernt und enthält mit der Sculptor-Galaxie (NGC 253) die hellste Galaxie außerhalb der Lokalen Gruppe, die auf der Südhalbkugel zu sehen ist.
- Die M81-Gruppe, die nur wenig weiter als die Sculptor-Gruppe entfernt ist und mit Bodes Galaxie (M 81) die hellste Galaxie außerhalb der Lokalen Gruppe enthält.
- Die M83- oder auch NGC 5128-Gruppe, die nach den hellsten Mitgliedsgalaxien, der südlichen Feuerrad-Galaxie (M 83) und Centaurus A (NGC 5128) benannt ist. Die Gruppe ist am Südhimmel in den Sternbildern Wasserschlange und Zentaur zu finden und ist 12 bis 17 Mio. Lichtjahre entfernt.
- Die Canes-Venatici-I- oder M94-Gruppe im Sternbild Jagdhunde. Die Gruppe liegt 13 bis 18 Mio. Lichtjahre entfernt; ihr hellstes Mitglied ist die Spiralgalaxie M 94.